# Barracuda (chanson)
Pour les articles homonymes, voir Barracuda (homonymie).
Singles de Heart
Dreamboat Annie
(1976) Little Queen
(1977)
Barracuda est une chanson du groupe de rock Heart, tirée de leur deuxième album studio Little Queen (1977), dont elle est le titre principal. La chanson atteint la 11e place Billboard Hot 100, où elle reste 20 semaines. 
En 2004, elle est incluse dans la playlist du jeu-vidéo Grand Theft Auto: San Andreas audible sur K-DST puis en 2007, elle est incluse dans les pistes jouables du jeu vidéo Guitar Hero 3: Legends of Rock.
En 2009, Barracuda est désignée 34e meilleure chanson de rock de tous les temps par VH1. 
La chanson est incluse sur les compilations Greatest Hits/Live (1980), These Dreams: Greatest Hits (1997), Greatest Hits (1998), The Essential Heart (2002), Love Alive (2005), Playlist: The Very Best of Heart (2008) et Strange Euphoria (2012), ainsi que sur les albums live Rock the House Live! (1991), The Road Home (1995), Alive in Seattle (2003) et Live in Atlantic City (2019).

## Texte de la chanson
Ann Wilson a révélé dans des interviews que la chanson parlait de la colère de Heart envers Mushroom Records, qui, en tant que coup publicitaire, a publié une histoire inventée d'une liaison incestueuse impliquant Ann et sa sœur Nancy Wilson. La chanson se concentre particulièrement sur la rage de Ann envers un promoteur de radio masculin qui est venu la voir après un concert pour lui demander comment était son "amant". Elle a d'abord pensé qu'il parlait de son petit ami, le directeur du groupe Michael Fisher. Après avoir révélé qu'il parlait de sa sœur Nancy, Ann est devenue indignée, est retournée dans sa chambre d'hôtel et a écrit les paroles originales de la chanson.
Le producteur Mike Flicker a ajouté que Mushroom Records était si obtus dans les négociations de contrat que Heart a décidé de jeter l'album sur lequel ils travaillaient, Magazine - le label l'a sorti sous une forme inachevée - et a plutôt signé avec le nouveau label Portrait Records pour faire un autre album, Little Queen. Comme l'a dit Flicker, "L'album Little Queen a été créé conceptuellement à partir de beaucoup de ces conneries de l'industrie du disque. Le barracuda peut être n'importe qui, du promoteur local au président d'une maison de disques. c'est ça le barracuda. Il est né de tout cela, de toute cette expérience."

## Musique
Dans une interview de mars 2019 avec Gear Factor, Nancy Wilson a révélé que le riff de guitare de "Barracuda" était inspiré du riff de la reprise du groupe Nazareth de la chanson de Joni Mitchell "This Flight Tonight". 
Ann a dit :
"Nous avons fait la première partie d'un groupe appelé Nazareth en Europe. Et Nazareth a eu un tube avec cette chanson de Joni Mitchell qu'ils ont repris en 1973 intitulée "This Flight Tonight" qui avait ce genre de riff.
Nous avons donc en quelque sorte emprunté ce riff et nous en avons fait "Barracuda". Et nous avons vu les gars de Nazareth plus tard et ils étaient énervés. Vous avez pris notre riff!.
Mais c'est un peu ce que tout le monde fait - vous empruntez à quelqu'un d'autre ce que vous aimez et ensuite vous vous l'appropriez. C'est un de ces sons aussi, un son de guitare et j'essaie toujours de comprendre ce que nous avons fait. [Rires] C'est difficile à recréer".

## Track listing
1. "Barracuda" - 4:20

Live version
1. "Barracuda (featuring Jerry Cantrell, Dave Navarro, Duff McKagan, Rufus Wainwright, Gretchen Wilson and Carrie Underwood)" - 6:14

## Musiciens
Crédits adaptés des notes de pochette de Little Queen.
- Ann Wilson – chant
- Nancy Wilson – guitare acoustique
- Roger Fisher – guitare rythmique et solo
- Howard Leese – guitare rythmique, mellotron
- Steve Fossen – basse
- Michael DeRosier – batterie